# نوسبنك (تشيشير)
نوسبنك (بالإنجليزية: Newsbank, Cheshire)‏ هي قرية تقع في المملكة المتحدة في شمال غرب إنجلترا.